# パロール
パロール（仏: parole）は、言語学・哲学における言語の側面についての用語。用いる人によって意味が異なる。

## 「ラング」との対比における「パロール」
ソシュールは、言語（language ランガージ）には、ラング（フランス語: langue）とパロール（フランス語: parole、後期ラテン語parabola（宣誓、speechの意））という二つの側面があると考えた。ラングとは、ある言語社会の構成員が共有する音声・語彙・文法の規則の総体（記号体系）である。それに対して、パロールは、ラングが具体的に個人によって使用された実体である。そして、パロールは、個人・場面によって異なり、言いよどみ、言い誤りなども含むことから、ソシュールは、言語学の研究はラングを対象とすべきであるとした。
ソシュールによれば、パロールとは、個人がラングの規則と条件に従ってその意志を表現するために行う具体的な発話行為である。また、ラングが社会的な側面に立つのに対して、パロールは個人的な側面に立つが、必ずしもこの概念は対立しているわけではなく、むしろ相互依存的な形を取っている。

## エクリチュールとの対比
ジャック・デリダなどの哲学・言語学では、パロールはしばしばエクリチュールと対比的な概念として考察される。デリダにおいては、西欧社会では、古代ギリシャの哲学者プラトン以降、書き言葉よりも重視されるものとみなされてきたという。